# 東川辺駅
東川辺駅（ひがしかわなべえき）は、かつて鹿児島県川辺郡川辺町（現・南九州市）にあった鹿児島交通知覧線の駅（廃駅）である。

## 歴史
- 1930年（昭和5年）11月15日：薩南中央鉄道の薩摩川辺 - 知覧間延伸と同時に広瀬駅として開業（改名時期不明）[1]。
- 1943年（昭和18年）4月2日：薩南中央鉄道が南薩鉄道に吸収合併され、同社知覧線の駅となる。
- 1953年 (昭和28年) 6月25日：駅無人化。
- 1965年（昭和40年）11月15日：知覧線廃止に伴い廃駅。

## 駅構造
地上駅であった。かつては駅員の配置があったが、1953年6月に無人駅となった。

## 隣の駅
鹿児島交通
知覧線
野間駅 - 東川辺駅 - 小野駅